# Орфограма
Орфогра́ма, або ортогра́ма, (від давн.-грец. ὀρθός — правильний, γράμμα — літера), — це орфографічно правильне написання (літери, дефіса, апострофа тощо), яке обирається з кількох можливих. Орфограма є однією з основних одиниць орфографії, що забезпечують її теоретичне та практичне вивчення. Кількість орфограм визначається кількістю орфографічних правил.

## Типи орфограм
Розрізняють літерну і нелітерну орфограми за ознакою вибору з кількох варіантів однієї літери чи вибору з кількох варіантів правильного написання слова — разом, окремо, через дефіс, чи з'ясування місця перенесення слова з одного рядка в інший.
1. Орфограма-буква;
2. орфограма-дефіс;
3. орфограма-риска (знак перенесення);
4. орфограма-пропуск (написання слів окремо);
5. орфограма-з'єднання (написання слів разом);
6. орфограма-апостроф.

## Найважливіші орфограми
Позаяк вивчення ортографії будується на основі граматики, більшість літерних орфограм — це вибір варіанта написання закінчення, суфікса, префікса, сполучного голосного в складному слові (вибір префіксу з—с; закінчення прикметника -ий, -ій; сполучного о—е(є) між коренями складного слова та ін.).
Визначення орфограми «велика літера» ґрунтується на правилах розрізнення власних і загальних назв (семантичний критерій).столичний
У сучасних шкільних підручниках заведено виділяти орфограми та позначати її як: «ненаголошені е—и, е—є в словах іншомовного походження», «велика літера у власних назвах», «частки не і ні» та ін.